# Copa panamenya de futbol
La copa panamenya de futbol, o Copa Panamà, oficialment i per raons de patrocini Copa Cable Onda Satelital, és una competició de Panamà de futbol, organitzada per la Federació Panamenya de Futbol. La disputen equips de la primera, segona i tercera categories nacionals.

## Historial
| Temporada | Seu                               | Campió        | Finalista  | Resultat       |
| --------- | --------------------------------- | ------------- | ---------- | -------------- |
| 2015      | Estadi Maracaná, Ciutat de Panamà | San Francisco | Chepo      | 0–0 (5–4 pen.) |
| 2016–17   | Estadi Maracaná, Ciutat de Panamà | Santa Gema    | Centenario | 2–1            |
| 2018–19   |                                   |               |            |                |